# Luca Filippi
Luca Filippi (Savigliano, Italia, 9 de agosto de 1985) es un piloto de automovilismo italiano. Ha competido en GP2 Series, GP2 Asia Series, Auto GP, IndyCar Series, Fórmula E, entre otros campeonatos.

## Carrera
Se inicia en el karting en 1993 donde se mantuvo en diferentes categorías hasta 2001. Un año después disputa el Campeonato Italiano de Mazda MX-5, obteniendo el quinto puesto al final del torneo. Entre 2003 y 2004 participó en la Fórmula Renault italiana, obteniendo el puesto 18º y 3º respectivamente, para los mismos años disputa también la Fórmula Renault europea. En 2005 se titula campeón de la Fórmula 3000 Italiana con el equipo Fisichella Motorsport (FMS).
Esto le asegura el pase a GP2 para la temporada 2006 en las escuderías FMS International y BCN Competición, terminando el campeonato en el puesto 19º. Para la temporada 2007 de GP2 Series es fichado por el equipo Super Nova Racing. Luego ficha por ART Grand Prix y por Arden International para 2008, después vuelve a Super Nova Racing.En 2010 disputa la GP2 Asia Series con Team Meritus, finalizando en segundo puesto con 29 puntos, 1 pole y 1 victoria.
En 2011 disputa tanto la GP2 Series como la Auto GP. En la GP2 fue subcampeón detrás de Romain Grosjean, con tres victorias, dos terceros puestos y ocho top 5. En el Auto GP también fue subcampeón por detrás de Kevin Ceccon, pese a ausentarse en la cita de Oschersleben, acumulando una victoria y cuatro puestos en doce carreras disputadas.
El italiano disputó las dos fechas finales de la GP2 Series 2012 con el equipo Coloni, logrando la victoria en la carrera principal de Monza.
Filippi siguió corriendo en monoplazas en 2013, pero en la IndyCar Series. Allí disputó cuatro carreras con el equipo de Bryan Herta, logrando un décimo puesto en la primera carrera de Houston.
En 2014 corrió las fechas dobles de Houston y Toronto de la IndyCar con el equipo Rahal, sin lograr ningún top 10. En 2015 se incorporó como piloto titular de CFH Racing en circuitos mixtos, mientras que el dueño del equipo Ed Carpenter disputaba los óvalos. Resultó segundo en Toronto, noveno en San Petersburgo y décimo en Nueva Orleans.
En 2017 ingresó al equipo NIO del campeonato de Fórmula E. Allí compitió una temporada y sumó un punto. Ese mismo año hizo su debut en turismos en la Blancpain GT Series, y en 2019 se estrenó en el campeonato TCR Europa con BRC Racing Team.

## Resultados

### GP2 Series
(Clave) (negrita indica pole position) (cursiva indica vuelta rápida puntuable)

| Año  | Escudería                      | 1   | 1   | 2   | 2   | 3   | 3   | 4   | 4   | 5   | 5   | 6   | 6   | 7   | 7   | 8   | 8   | 9   | 9   | 10  | 10  | 11  | 11  | 12  | 12  | Pos. | Puntos | Ref.  |
| ---- | ------------------------------ | --- | --- | --- | --- | --- | --- | --- | --- | --- | --- | --- | --- | --- | --- | --- | --- | --- | --- | --- | --- | --- | --- | --- | --- | ---- | ------ | ----- |
| 2006 |                                | VAL | VAL | IMO | IMO | NÜR | NÜR | BAR | BAR | MON | MON | SIL | SIL | MAG | MAG | HOC | HOC | BUD | BUD | EST | EST | MNZ | MNZ |     |     | 19.º | 7      | [ 1 ] |
| 2006 | Petrol Ofisi FMS International | Ret | Ret | 11  | 5   | Ret | Ret |     |     |     |     |     |     |     |     |     |     |     |     |     |     |     |     |     |     | 19.º | 7      | [ 1 ] |
| 2006 | BCN Competición                |     |     |     |     |     |     |     |     |     |     | Ret | 9   | Ret | Ret | 21  | 16  | 12  | Ret | 10  | Ret | 4   | 7   |     |     | 19.º | 7      | [ 1 ] |
| 2007 | Super Nova Racing              | SAK | SAK | BAR | BAR | MON | MON | MAG | MAG | SIL | SIL | NÜR | NÜR | BUD | BUD | EST | EST | MNZ | MNZ | SPA | SPA | VAL | VAL |     |     | 4.º  | 59     | [ 2 ] |
| 2007 | Super Nova Racing              | 1   | 3   | Ret | 11  | 4   | 4   | 4   | 2   | 5   | 7   | Ret | Ret | Ret | 16  | Ret | 7   | 2   | 2   | 2   | 7   | 18† | 6   |     |     | 4.º  | 59     | [ 2 ] |
| 2008 |                                | BAR | BAR | EST | EST | MON | MON | MAG | MAG | SIL | SIL | HOC | HOC | BUD | BUD | VAL | VAL | SPA | SPA | MNZ | MNZ |     |     |     |     | 19.º | 6      | [ 3 ] |
| 2008 | ART Grand Prix                 | 11  | Ret | 16  | 14  | Ret | 12  | 10  | 3   | 8   | Ret |     |     |     |     |     |     |     |     |     |     |     |     |     |     | 19.º | 6      | [ 3 ] |
| 2008 | Trust Team Arden               |     |     |     |     |     |     |     |     |     |     | Ret | Ret | 15  | Ret | 8   | 13  | 19  | Ret | Ret | Ret |     |     |     |     | 19.º | 6      | [ 3 ] |
| 2009 | Super Nova Racing              | BAR | BAR | MON | MON | EST | EST | SIL | SIL | NÜR | NÜR | BUD | BUD | VAL | VAL | SPA | SPA | MNZ | MNZ | ALG | ALG |     |     |     |     | 5.º  | 40     | [ 4 ] |
| 2009 | Super Nova Racing              | 4   | 7   | Ret | NC  | 2   | Ret | 14  | 16  | Ret | 18† | 6   | 2   | 7   | Ret | Ret | Ret | Ret | Ret | 2   | 1   |     |     |     |     | 5.º  | 40     | [ 4 ] |
| 2010 | Super Nova Racing              | BAR | BAR | MON | MON | EST | EST | VAL | VAL | SIL | SIL | HOC | HOC | BUD | BUD | SPA | SPA | MNZ | MNZ | YMC | YMC |     |     |     |     | 20.º | 5      | [ 5 ] |
| 2010 | Super Nova Racing              |     |     |     |     |     |     |     |     | 20  | 9   | 10  | 7   | 14  | 6   | 5   | Ret | Ret | 14  |     |     |     |     |     |     | 20.º | 5      | [ 5 ] |
| 2011 |                                | EST | EST | BAR | BAR | MON | MON | VAL | VAL | SIL | SIL | NÜR | NÜR | BUD | BUD | SPA | SPA | MNZ | MNZ |     |     |     |     |     |     | 2.º  | 54     | [ 6 ] |
| 2011 | Super Nova Racing              | Ret | 14  | Ret | Ret | 3   | 4   | Ret | 15  | 13  | 12  |     |     |     |     |     |     |     |     |     |     |     |     |     |     | 2.º  | 54     | [ 6 ] |
| 2011 | Scuderia Coloni                |     |     |     |     |     |     |     |     |     |     | 1   | 3   | 6   | Ret | 4   | 1   | 1   | 5   |     |     |     |     |     |     | 2.º  | 54     | [ 6 ] |
| 2012 | Scuderia Coloni                | KUA | KUA | SAK | SAK | SAK | SAK | BAR | BAR | MON | MON | VAL | VAL | SIL | SIL | HOC | HOC | BUD | BUD | SPA | SPA | MNZ | MNZ | SIN | SIN | 16.º | 29     | [ 7 ] |
| 2012 | Scuderia Coloni                |     |     |     |     |     |     |     |     |     |     |     |     |     |     |     |     |     |     |     |     | 1   | 22  | Ret | DNS | 16.º | 29     | [ 7 ] |

### GP2 Asia Series
(Clave) (negrita indica pole position) (cursiva indica vuelta rápida puntuable)

| Año     | Escudería              | 1    | 1    | 2    | 2    | 3    | 3    | 4    | 4    | 5    | 5    | 6    | 6    | Pos. | Puntos | Ref.   |
| ------- | ---------------------- | ---- | ---- | ---- | ---- | ---- | ---- | ---- | ---- | ---- | ---- | ---- | ---- | ---- | ------ | ------ |
| 2008    | My Qi-Meritus Mahara   | YMC1 | YMC1 | SEN  | SEN  | KUA  | KUA  | SAK  | SAK  | YMC2 | YMC2 |      |      | 17.º | 4      | [ 8 ]  |
| 2008    | My Qi-Meritus Mahara   | 5    | Ret  | DSQ  | 21   | Ret  | Ret  | Ret  | 11   | 12   | Ret  |      |      | 17.º | 4      | [ 8 ]  |
| 2008-09 | BCN Competición        | SHA  | SHA  | DUB  | DUB  | SAK1 | SAK1 | LOS  | LOS  | KUA  | KUA  | SAK2 | SAK2 | NC   | 0      | [ 9 ]  |
| 2008-09 | BCN Competición        | Ret  | Ret  |      |      |      |      |      |      |      |      |      |      | NC   | 0      | [ 9 ]  |
| 2009-10 | MalaysiaQi-Meritus.com | YMC1 | YMC1 | YMC2 | YMC2 | SAK1 | SAK1 | SAK2 | SAK2 |      |      |      |      | 2.º  | 29     | [ 10 ] |
| 2009-10 | MalaysiaQi-Meritus.com | 2    | 8    | 14†  | 17   | 2    | 18   | 1    | 8    |      |      |      |      | 2.º  | 29     | [ 10 ] |
| 2011    | Scuderia Coloni        | YMC  | YMC  | IMO  | IMO  |      |      |      |      |      |      |      |      | 20.º | 0      | [ 11 ] |
| 2011    | Scuderia Coloni        |      |      | 22   | 10   |      |      |      |      |      |      |      |      | 20.º | 0      | [ 11 ] |

### TCR Europe Touring Car Series
(Clave) (negrita indica pole position) (cursiva indica vuelta rápida)

| Año  | Equipo          | Auto              | 1   | 2   | 3   | 4   | 5   | 6   | 7   | 8   | 9   | 10  | 11  | 12  | 13  | 14  | Pos. | Pts. |
| ---- | --------------- | ----------------- | --- | --- | --- | --- | --- | --- | --- | --- | --- | --- | --- | --- | --- | --- | ---- | ---- |
| 2019 |                 |                   | HUN | HUN | HOC | HOC | SPA | SPA | RBR | RBR | OSC | OSC | BAR | BAR | MON | MON | 16°  | 99   |
| 2019 | BRC Racing Team | Hyundai i30 N TCR | 11  | Ret | Ret | 12  | 15  | 8   | 2   | 21† | 7   | 11  | 28† | 25  | Ret | 11  | 16°  | 99   |

### Copa Mundial de Turismos
(Clave) (negrita indica pole position) (cursiva indica vuelta rápida)

| Año  | Equipo       | Auto                            | 1   | 2   | 3   | 4   | 5   | 6   | 7   | 8   | 9   | 10  | 11  | 12  | 13  | 14  | 15  | 16  | Pos. | Pts. |
| ---- | ------------ | ------------------------------- | --- | --- | --- | --- | --- | --- | --- | --- | --- | --- | --- | --- | --- | --- | --- | --- | ---- | ---- |
| 2020 |              |                                 | BEL | BEL | ALE | ALE | SVK | SVK | SVK | HUN | HUN | HUN | ESP | ESP | ESP | ARA | ARA | ARA | -    | -    |
| 2020 | Mulsanne Srl | Alfa Romeo Giulietta Veloce TCR | 18  | 16  |     |     | 12  | Ret | Ret | 13  | 13  | 15  |     |     |     | Ret | 9   | 12  | -    | -    |